# Dainis Frolov
Dainis Evaldovich Frolov (tiếng Nga: Дайнис Эвальдович Фролов; sinh ngày 7 tháng 11 năm 1994) là một thủ môn bóng đá người Nga. Anh thi đấu cho F.K. Rotor-2 Volgograd.

## Sự nghiệp câu lạc bộ
Anh có màn ra mắt tại Russian Second Division cho FC Energiya Volzhsky vào ngày 1 tháng 5 năm 2012 trong trận đấu với FC Druzhba Maykop.

## Đời sống cá nhân
Bố của anh Evald Frolov là một huấn luyện viên bóng đá.